# Północnokoreańska Agencja Kosmiczna

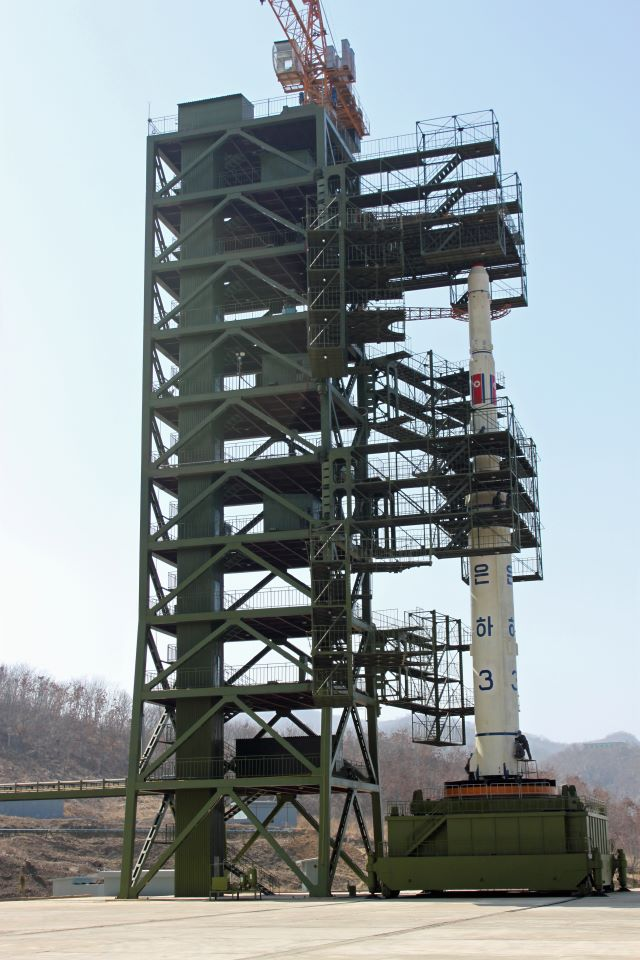
Rakieta Unha-3 Korei Północnej gotowa do startu w kosmodronie Sohae, 8 kwietnia 2012

Północnokoreańska Agencja Kosmiczna (ang. National Aerospace Development Administration, NADA, kor. 국가우주개발국) – agencja kosmiczna zajmująca się rozwojem badań kosmicznych prowadzonych przez Koreę Północną. Agencja została założona w 2013 roku, choć już od lat 80. XX wieku Korea Północna rozwija swój program kosmiczny.

## Zmiana logo
31 marca 2014 roku Północnokoreańska Agencja Kosmiczna zmieniła logo. Nowe logo to ciemnoniebieska kula z narysowanym Wielkim Wozem. Na środku umieszczono angielską skrótową nazwę kraju i agencji kosmicznej, na dole nazwę agencji w języku koreańskim. Dookoła niej „krążą” dwa przecinające się pierścienie, które mają symbolizować orbity satelitów. Jak podkreśliła Koreańska Centralna Agencja Prasowa, Wielki Wóz odzwierciedla wolę naukowców do gloryfikowania Kim Ir Sena i Kim Dzong Ila jako siły kosmicznej.
Wiele mediów zauważyło, że nowe logo Północnokoreańskiej Agencji Kosmicznej jest bardzo podobne do logo NASA.